# M8 Greyhound
M8 Greyhound je šestikolový lehce pancéřovaný obrněný automobil, který byl přijat do výzbroje Armády Spojených států amerických s oficiálním označením Car Armored Light M8 v roce 1942. První sériové vozy začaly sjíždět z výrobní linky firmy Ford počátkem roku 1943. Ve stejném roce bylo do výzbroje přijato velitelské a spojovací vozidlo s označením Car Armored Utility M10, které bylo odvozeno z typu M8. Protože označení M10 již bylo použito pro stíhač tanků M10 Wolverine, bylo označení změněno na M20. Kromě americké armády používala M8 a M20 britská armáda a vojska svobodných Francouzů generála de Gaulla.

## Vývoj
V červenci 1941 začal vývoj nového rychlého obrněného vozidla určeného k ničení tanků, které mělo nahradit starší typ M6, což bylo 3/4 tunové vozidlo Dodge s kanónem 37 mm v zadní části vozu. Požadavkem armády bylo, aby vozidlo mělo pohon 4x6, bylo vyzbrojené 37mm kanónem a zajišťovacím kulometem připevněným na věži. Prototypy byly předloženy firmami Studebaker (T21), Ford (T22) a Chrysler (T23). V dubnu 1942 byla přijata verze T22. Brity bylo vozidlo pojmenováno Greyhound. Výroba začala v březnu 1943 a skončila v červnu 1945. Celkem bylo vyrobeno 8523 vozů; toto číslo nezahrnuje různé odvozené varianty.

## Nasazení
První nasazení M8 bylo v roce 1943 v Itálii americkou armádou na frontách v Evropě i na Dálném Východě. Po druhé světové válce plnilo roli okupačního vozidla. Množství těchto vozidel bylo dodáno spojencům NATO a do zemí třetího světa. V roce 2002 byly některé tyto vozy stále používány v Africe a v Jižní Americe.

## Konstrukce

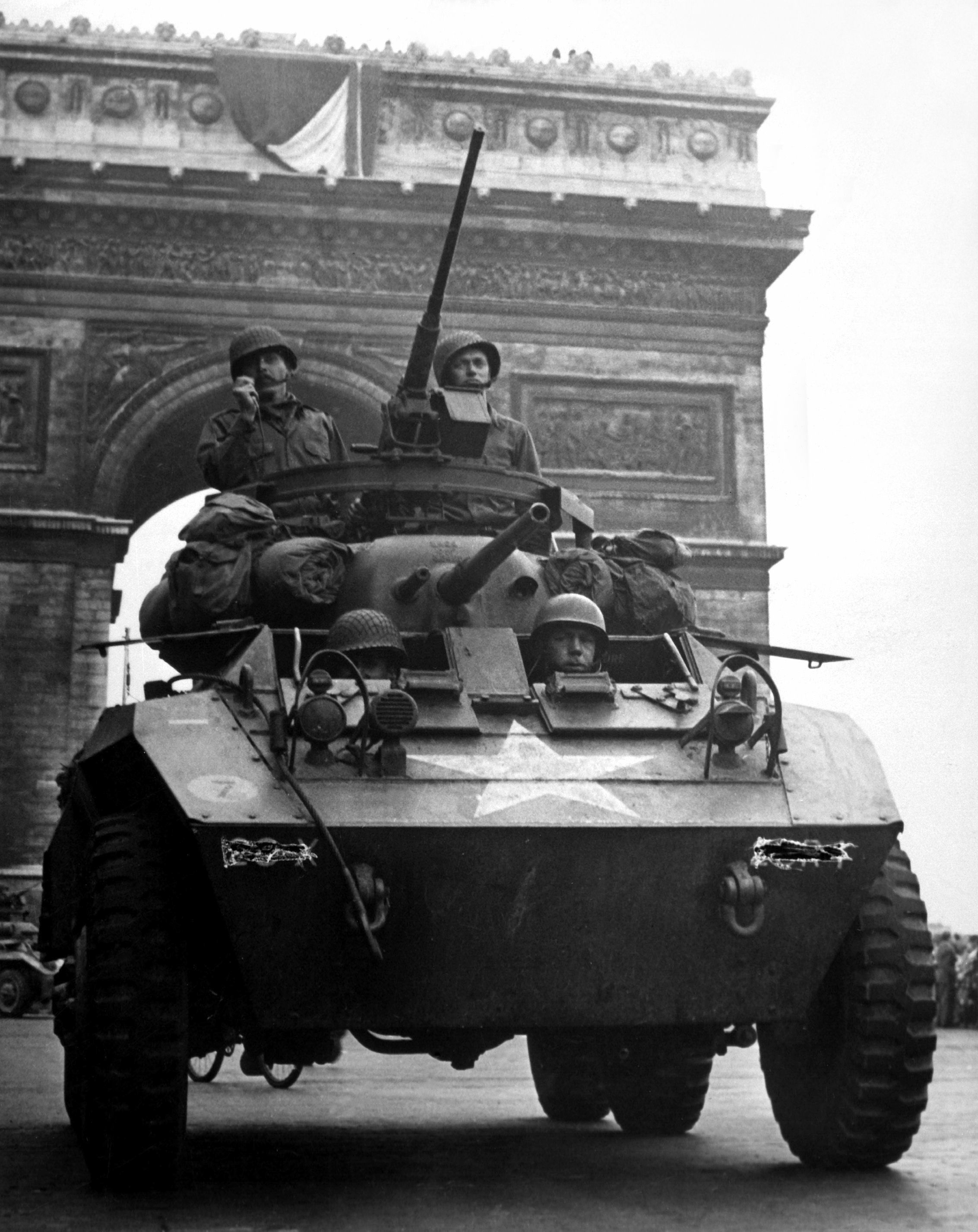
M8 Greyhound v Paříži

M8 je šestikolové lehce pancéřované vozidlo. Korba je svařena z ocelových pancéřových plechů. V přední části je místo řidiče a radisty (případně velitele) a za nimi je bojový prostor. Síla pancíře korby: čelo: 15,6 až 18,8 mm, boky: 9,37 mm, zadní část: 9,37 mm, strop: 3,21 mm, dno: 13,12 mm. M8 má ve středu korby umístěnou dvoumístnou kruhovou, shora otevřenou litinovou věž. V její přední části je kanón M6 ráže 37mm spřažený s kulometem M1919 ráže 7,62 mm, který je umístěn vpravo od kanónu. Náměr kanónu je -10° až +20°. Na oběžném kruhu nad věží je umístěn těžký kulomet M2B ráže 12,7 mm.
Otáčení věže je mechanické v rozsahu 360°. M20 má shora otevřený bojový prostor pro 2 až 4 osoby, který je chráněn nástavbou z pancéřových plechů. Nad zadní částí bojového prostoru je umístěn na oběžném kruhu kulomet M2B. V bojovém prostoru jsou po stranách dvě lavičky, každá pro dvě osoby a jedna malá v zadní části pro střelce z kulometu.
Za bojovým prostorem je u obou typů shodně motorový prostor krytý pancéřovým plechem. Na stropě motorového prostoru jsou dva velké kryty, které umožňují přístup k motoru. Vozidlo pohání zážehový řadový šestiválec Hercules JXD přes čtyřstupňovou převodovku a dvoustupňovou přídavnou převodovku.

## Verze

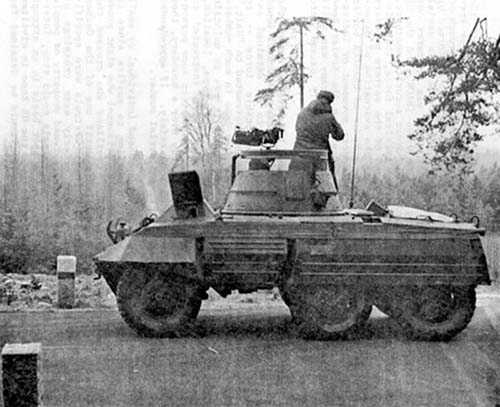
M8 boční pohled

- M8E1 verze s modifikovanou převodovkou
- M20 je velitelské vozidlo bez věžičky
- M8 TOW protitankové vozidlo. S výzbrojí BGM-71 TOW raketometem a kulometem ráže .50
- M8 / M20 s H-90 věží je francouzská úprava vozidla

## Uživatelé
Alžírsko, Rakousko, Belgie, Brazílie, Velká Británie, Kamerun, Kolumbie, Kypr, Etiopie, Francie, Německo, Řecko, Guatemala, Haiti, Írán, Itálie, Jamajka, Japonsko, Mexiko, Maroko, Nigérie, Norsko, Paraguay, Peru, Filipíny, Portugalsko, Saúdská Arábie, Senegal, Jižní Korea, Vietnam, Tchaj-wan, Togo, Tunisko, Turecko, USA, Venezuela, bývalá Jugoslávie, Zair